# Хозидий Гета
Хозидий Гета (на латински: Hosidius Geta) е римски поет на Римската империя от около 200 г., през края на 2 и началото на 3 век.
Произлиза от фамилията Хозидии, клон Гета. Според неговият съвременник Тертулиан (De Prescriptione Haereticorum 42) и Codex Salmasianus той е написал една трагедия „Medea“ в 461 верси, състояща се от центони (цитати и верси) на Вергилий.